# Petalocephala bainbriggei
Petalocephala bainbriggei är en insektsart som beskrevs av William Lucas Distant 1916. Petalocephala bainbriggei ingår i släktet Petalocephala och familjen dvärgstritar. Inga underarter finns listade i Catalogue of Life.